# Heterocercus linteatus
A Heterocercus linteatus a madarak osztályának verébalakúak (Passeriformes) rendjébe és a piprafélék (Pipridae) családjába tartozó faj.

## Rendszerezése
A fajt Hugh Edwin Strickland angol ornitológus írta le 1850-ben, az Elaenia nembe Elaenia linteata néven.

## Előfordulása
Dél-Amerika északi részén, Bolívia,  Brazília és Peru területén honos. A természetes élőhelye szubtrópusi és trópusi síkvidéki esőerdők és mocsári erdők.

## Megjelenése
Testhossza 14 centiméter, testtömege 20–24 gramm.

## Életmódja
Gyümölcsökkel, rovarokkal és pókokkal táplálkozik.

## Természetvédelmi helyzete
Az elterjedési területe rendkívül nagy, egyedszáma viszont csökken, de még nem éri el kritikus szintet. A Természetvédelmi Világszövetség Vörös listáján nem fenyegetett fajként szerepel.